# Dean Spade
Dean Spade (1977) és un advocat, escriptor, i professor associat de Dret a la Universitat de Seattle, on imparteix cursos sobre acció policial, empresonament, gènere, raça i moviments socials.

## Trajectòria
El 2002 va fundar el Sylvia Rivera Law Project, un col·lectiu jurídic sense ànim de lucre i establert a la ciutat de Nova York que proporciona serveis legals gratuïts a persones transgènere, intersexe i amb disconformitat de gènere sense recursos econòmics. Spade fou un advocat assalariat a SRLP entre 2002 i 2016, període durant el qual va presentar testimoni a la Comissió Nacional per a l'eliminació de la violació a les presons. També va col·laborar en la victòria en la defensa dels joves transgènere amb el cas Jean Doe vs. Bell. Spade també va promoure una campanya per aturar la construcció d'una presó a Seattle.
La revista The Advocate va nomenar Spade un dels "Forty under 40" el maig de 2010. Utne Reader i Tyrone Boucher col·locaren a Spade entre "50 Visionaries Who Are Changing Your World" el 2009, pel seu projecte «Enough: The Personal Politics of Resisting Capitalism».
Ha rebut el Premi Jesse Dukeminier pel seu article «Documenting Gender». El seu primer llibre: Normal Life: Administrative Violence, Critical Trans Politics, and the Limits of Law, es va publicar el 2012 amb South End Press i va ser nomenat pel Lambda Literary Award del 2001 en la categoria de Transgender Nonfiction.

## Publicacions
Llibres
- Suport mutu. Construir la solidaritat en temps de crisi. Manresa: Tigre de Paper, 2022. ISBN 978-84-18705-24-3.

- Normal Life: Administrative Violence, Critical Trans Politics, and the Limits of Law.  Nova York: South End Press, 2011. ISBN 9780896087965. OCLC 601132754. New York: South End Press. 2011. Traduït al castellà com Violencia administrativa. Políticas trans críticas y los límites del derecho.[13]

Antologies
- "Out of time: from gay liberation to prison abolition : Building an abolitionist trans & queer movement with everything we've got" (with Morgan Bassichis & Alexander Lee), in Captive Genders : Trans Embodiment and the Prison Industrial Complex, eds Nat Smith & Eric A. Stanley (Oakland, CA : AK Press, 2011.) {{{títol}}}. ISBN 9781849350709. OCLC 669754832.
- "Fighting to win", in That's Revolting! : Queer Strategies for Resisting Assimilation, ed. Mattilda Bernstein Sycamore (Brooklyn : Soft Skull Press : Distributed by Publishers Group West, 2008.) {{{títol}}}. ISBN 9781593761950. OCLC 182552895.
- "Compliance is gendered : struggling for gender self-determination in a hostile economy", in Transgender Rights, ed. Paisley Currah (Minneapolis : University of Minnesota Press, 2006.) {{{títol}}}. ISBN 0-816-64311-3. OCLC 68221085.
- "Undermining gender regulation", in Nobody Passes : Rejecting the Rules of Gender and Conformity, ed. Mattilda Bernstein Sycamore (Emeryville, CA : Seal Press, 2006.) {{{títol}}}. ISBN 9781580051842. OCLC 71285289.
- Afterword in Exile & Pride: Disability, Queerness, and Liberation by Eli Clare (1999)